# Asplenium shawneense
Asplenium shawneense là một loài thực vật có mạch trong họ Aspleniaceae. Loài này được (R.C. Moran) Mohlenbr. miêu tả khoa học đầu tiên năm 1985.